# Рентна марка
Вижте пояснителната страница за други значения на марка.
Рентната марка (на немски: Rentenmark, буквално „сигурна марка“), също рентенмарк или рентенмарка, съкратено RM, е бивша валута на Германия от 1923 до 1948 г.
Пусната е в обращение на 15 ноември 1923 г. като преходна валута с цел да спре хиперинфлацията, развила се през 1922 – 1923 г. в Германия. Курсът на рентната марка към хартиената съставил 1:1 000 000 000 000. Така новата валута ликвидира 12 нули на банкнотите. Обменният курс на рентната марка спрямо американския долар е бил 4,2 RM към $1.

## История
Поради икономическата криза след Първата световна война в Германия няма достатъчно налично злато, за да се подкрепи валутата. Затова Рентенбанк, която издава рентната марка, обезпечава нейната стойност с ипотечни облигации върху недвижимост в промишлеността и селското стопанство на стойност 3,2 милиарда рентни марки.
Рентната марка не е законна валута и никой не е бил длъжен да я приема. Въпреки това хората се доверявали на новите пари и инфлацията бързо спряла, което било наречено „чудото на рентната марка“.
В края на 1923 г. една предвоенна златна марка съответства на 1 трилион хартиени марки.
На 30 август 1924 г. в допълнение към рентната марка е въведена райхсмарката по курс 1:1. Райхсмарката не заменя рентната марка, а двете парични единици са имали паралелно обращение.

## Банкноти и монети
Монетите са издадени от 1923, 1924 и 1925 г. в купюри от 1, 2, 5, 10 и 50 рентпфенинги. През 1925 г. са произведени само малък брой монети. Монетите от 1 и 2 рентпфенинга са изсечени от бронз, а монетите от 5, 10 и 50 са алуминиево-бронзови. Първата емисия банкноти е датирана на 1 ноември 1923 г. и е в купюри от 1, 2, 5, 10, 50, 100, 500 и 1000 рентенмарки. По-късните издания на банкнотите са 10 и 50 рентенмарки (от 1925 г.), 5 рентенмарки (от 1926 г.), 50 рентенмарки (1934 г.) и 1 и 2 рентенмарки от 1937 година.

## Райхсмарка
Валутата продължава да съществува и след появата на райхсмарката, като банкнотите и монетите продължават да се обменят. Последните рентенмаркови банкноти са използвани до 1948 г.